# Florence Cayrol
Pour les articles homonymes, voir Cayrol.
Florence Cayrol est une actrice française née à Paris en 1949.

## Biographie
Elle suit les cours du conservatoire d'art dramatique de Lille.

## Filmographie
- 1979 : La Guerre du pétrole : Lorna
- 1979 : Brigade mondaine: la secte de Marrakech : Annie
- 1978 : Brigade mondaine : Annie
- 1977 : Madame Claude : Ginette
- 1976 : Le Corps de mon ennemi d'Henri Verneuil : L'hôtesse du Number One, avec la rose
- 1975 : Les Onze mille verges d'Éric Lipmann : Florence/Culculine
- 1975 : Histoire d'O : Yvonne (sous le nom de Jehanne Blaise)
- 1973 : Les Amazones : une Amazone (sous le nom de Claudie Perrin)